# クリッパーカード

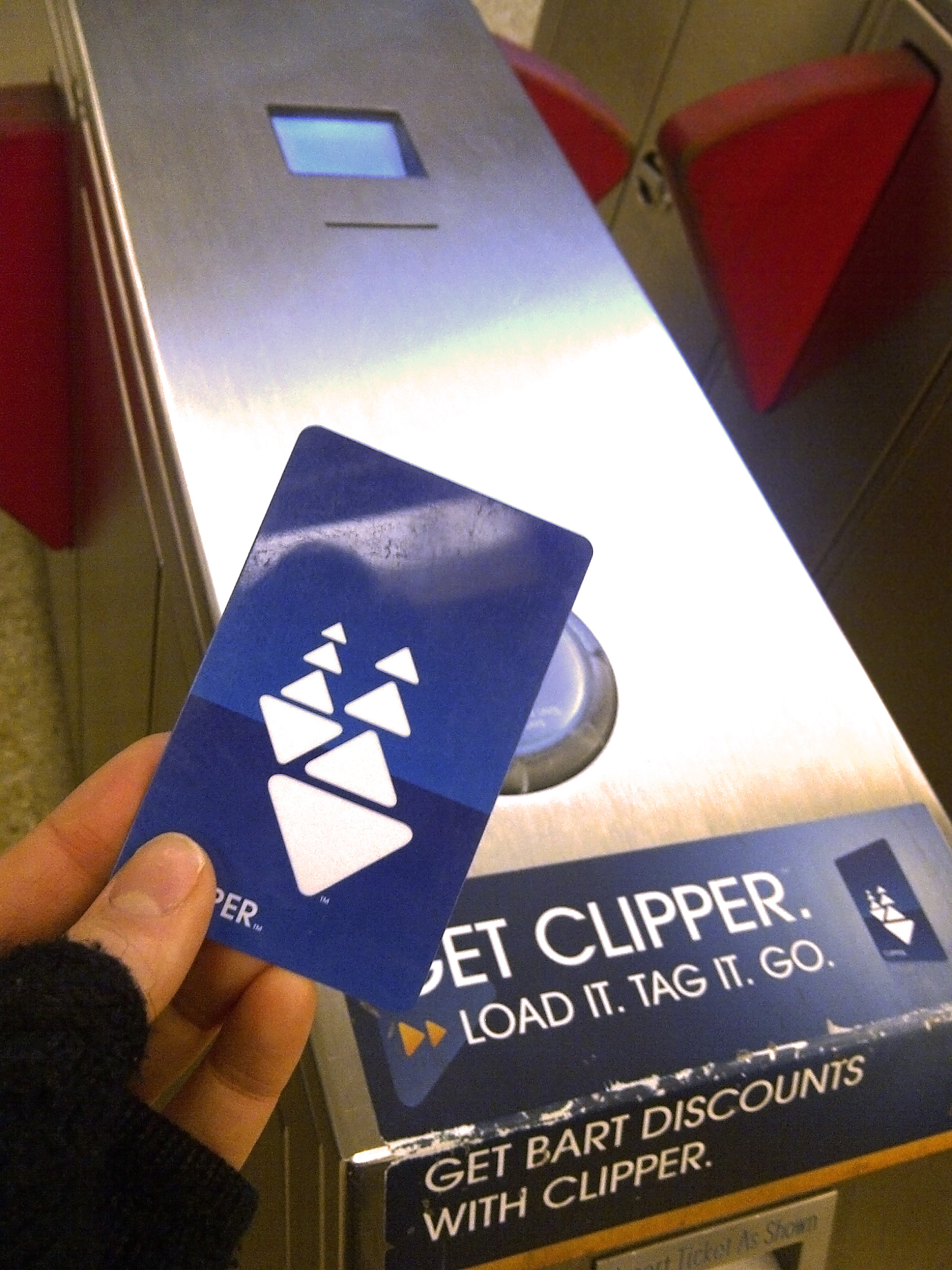
クリッパーカードとBARTの自動改札機

クリッパーカード（Clipper Card）は、サンフランシスコ・ベイエリアで利用できる公共交通機関向け非接触型ICカードである。2021年現在、ベイエリアの24の公共交通機関で利用できる。

## 利用可能な交通機関

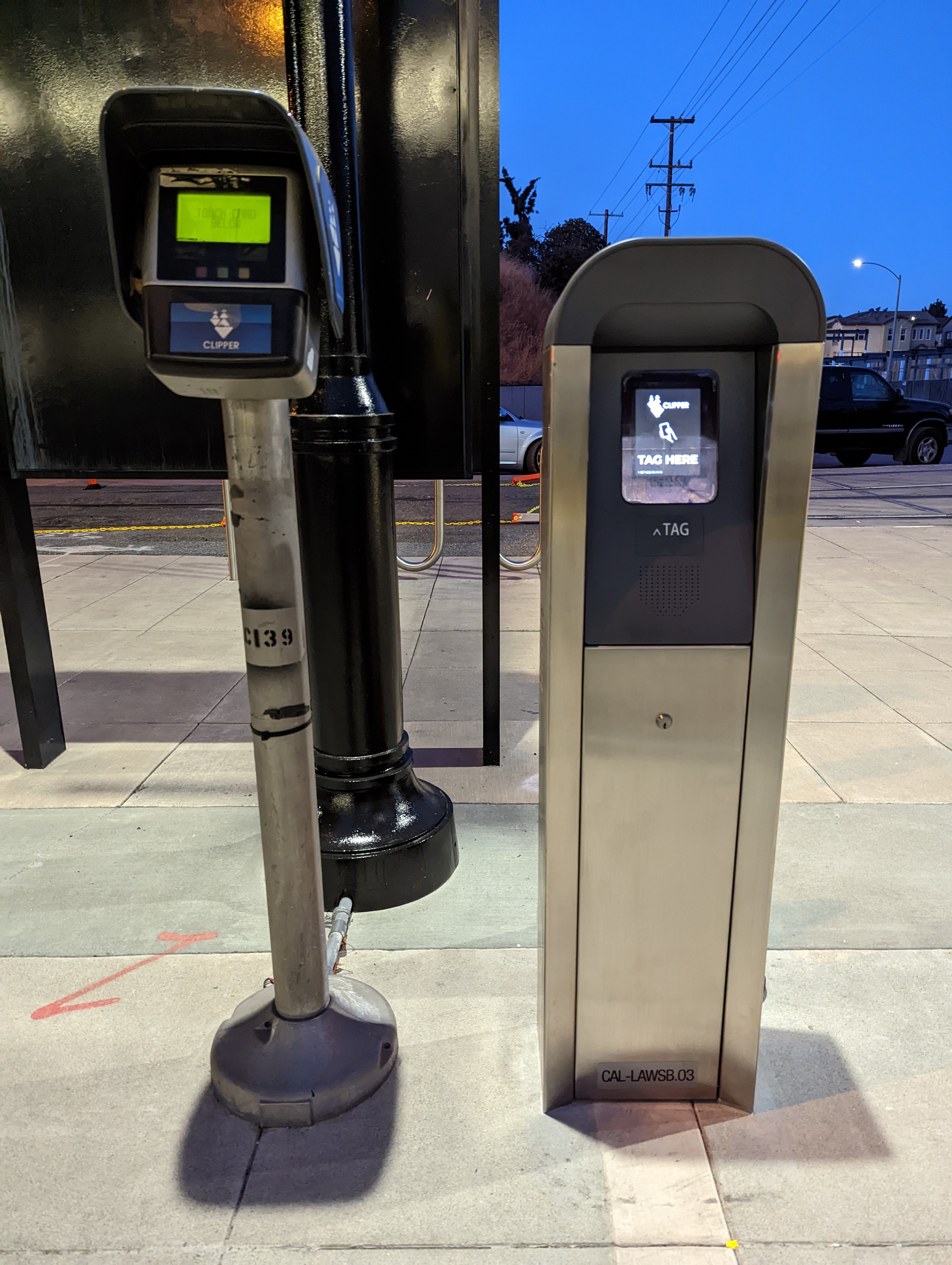
カルトレインには改札がなく、乗る前と後にこのようなリーダーにタッチする。左は旧式、右は新式のリーダー

クリッパーカードが使える主要な交通機関には以下のものがある。
- AC Transit - Dumbarton Expressを含む
- バート (鉄道)（BART）
- カルトレイン（Caltrain）
- Golden Gate Bridge, Highway and Transportation District（Golden Gate TransitおよびGolden Gate Ferry）
- SamTrans
- サンフランシスコ市営鉄道（Muni）- ケーブルカーも含む
- サンタクララバレー交通局（VTA）
- ソノマ・マリンエリア鉄道（SMART）

はじめトランスリンク（TransLink）という名前で2002年から利用された。現在のクリッパーカードは、2010年に利用が開始された。クリッパーという名前は19世紀のカリフォルニア・ゴールドラッシュの時代に東部海岸とサンフランシスコを結んだ高速帆船のクリッパー、および1930年代に太平洋横断定期便として運航した飛行艇チャイナ・クリッパーから取られた。中国語での愛称は「路路通」（ルールートン）と名付けられた。
BARTに関しては2020年12月に紙製の切符の発行が停止され、クリッパーを使うことが必須になった（すでに発行済みの紙の切符は引き続き使用可能）。
2021年にApple PayおよびGoogle Payに対応した。

## カードの種類
通常のカードのほかに、高齢者（65歳以上）、青少年（5-18歳、なお5歳未満は無料なのでカードは不要）、障害者(RTC)用のカードがある。また低所得者向けの割引プログラムもある。
プリペイドカードとして通常の乗車に使うほか、マンスリーパスのように定期券として使うこともできる。ただし定期券としてはすべての交通機関で共通に使えるわけではなく、サービスごとに購入する必要がある。マンスリーパスは発行開始日から1ヶ月有効というわけではなく、発行月のみ有効となるので注意が必要である。

## 入手方法
サンフランシスコ市内のMuni MetroやBARTの自販機で購入できる。また、ドラッグストアのWalgreensなどの指定販売店で購入することが可能である。
サンフランシスコ国際空港の3F出発フロアのBART駅近くのインフォメーションでも購入できる。
2012年9月1日以降、新たなアダルトクリッパーカード発行には3ドルの発行手数料がかかる。ただしオンラインで購入すると同時に、クレジットカードのオートロード（オートチャージ）に申し込む場合は発行手数料は無料となる。

## 利用方法
日本のsuicaと同様であるプリペイド式の交通カードである。あらかじめ利用金額をチャージしておく必要がある。チャージは駅や市内各所にある指定販売店で行うことができる。$300までチャージ可能。
乗車前にクリッパーカードをカードリーダーにタッチし、ビープ音が鳴るまで待つ。バートやカルトレインなど距離によって運賃が変わる鉄道では乗車駅及び下車駅でタッチする。MUNIバス利用時には乗車時のみカードリーダーにタッチする。